# Nemeritis macrura
Nemeritis macrura là một loài tò vò trong họ Ichneumonidae.